# Чувардинский сельсовет
Чувардинский сельсове́т — упразднённая административно-территориальная единица, существовавшая в составе Дмитровского района Орловской области до 1954 года.
Административным центром по состоянию на 1926 год было село Крупышино.

## История
Образован в первые годы советской власти. По состоянию на 1926 год входил в состав Лубянской волости Дмитровского уезда. С 1928 года в составе Дмитровского района. Упразднён 17 июня 1954 года путём присоединения к Лубянскому сельсовету.

## Населённые пункты
По состоянию на 1926 год в состав сельсовета входило 5 населённых пунктов:
| № | Населённый пункт | Тип населённого пункта |
| - | ---------------- | ---------------------- |
| 1 | Волобуево        | деревня                |
| 2 | Демидов          | хутор                  |
| 3 | Крупышино        | село, администр. центр |
| 4 | Фойкино          | посёлок                |
| 5 | Чувардино        | село                   |

## Экономика
В 1930-е — 1940-е годы на территории сельсовета действовали колхозы «Лужок» (с. Чувардино), «Верный Путь» (д. Волобуево), «Крупышино» (с. Крупышино).